# Wiedigshof
Wiedigshof ist eine Ortslage in der Gemeinde Walkenried im Landkreis Göttingen. Die Siedlung liegt unmittelbar an der Landesgrenze zu Thüringen im Südosten Niedersachsens am südlichen Rand des Harzes und ist von Feldern umgeben.

## Geographie
Folgende Orte umgeben Wiedigshof:
| - Ellrich im Nordnordosten - Gudersleben und Woffleben im Ostsüdosten - Mauderode im Südosten | - Steinsee im Süden - Liebenrode im Südsüdwesten - Obersachswerfen im Südwesten | - Klettenberg im Westsüdwesten - Branderode im Westen - Walkenried im Nordwesten |

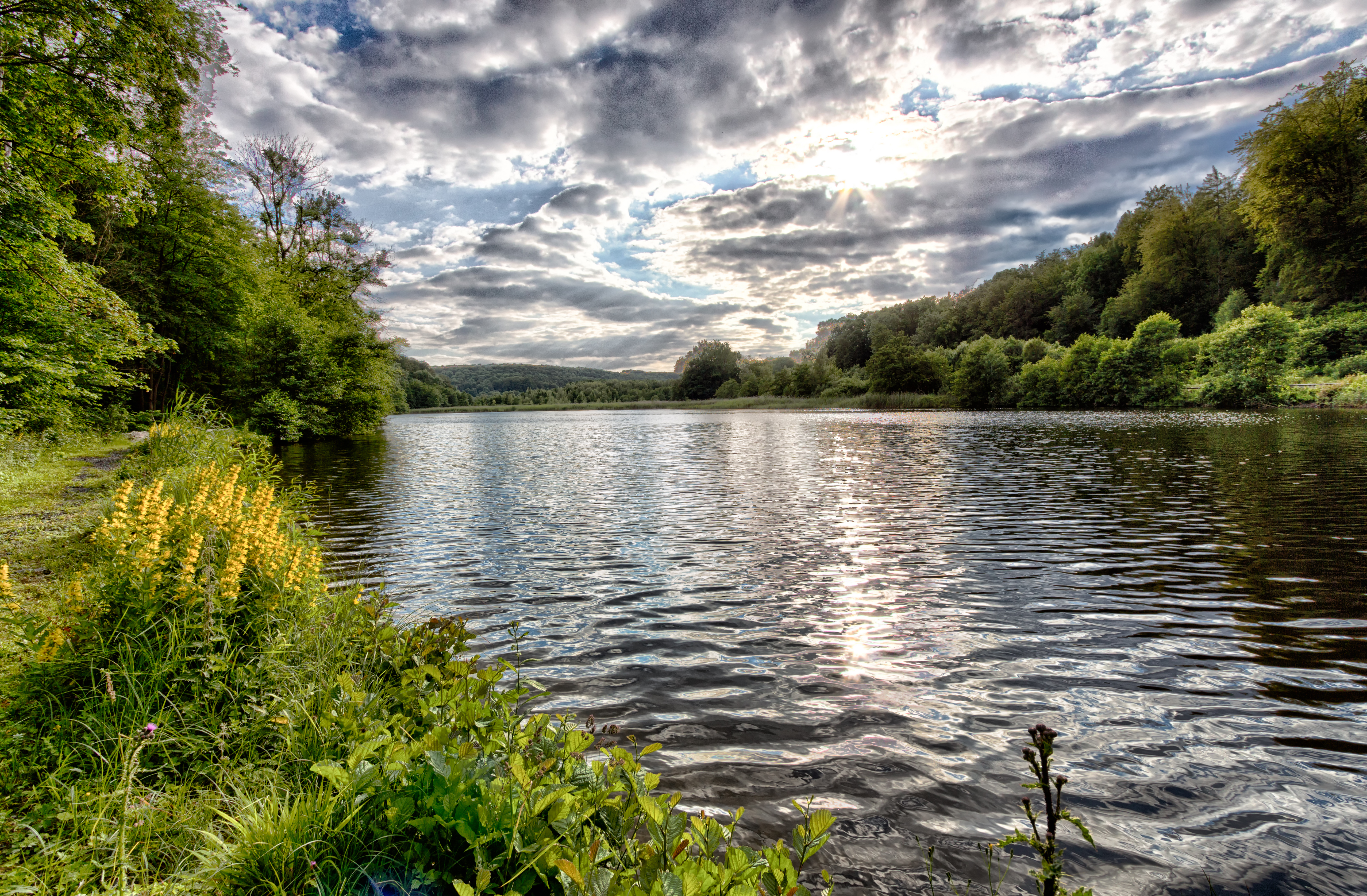
Itelteich

Durch Wiedigshof fließt die Wieda, deren Wasser hier in trockenen Perioden oft gänzlich im Gipskarst versickert, bevor es die Flussmündung wenige Kilometer ostsüdöstlich bei Woffleben in die Zorge erreicht. Eineinhalb Kilometer nördlich der Siedlung liegt der Itelteich, der von Zisterziensermönchen des Klosters Walkenried künstlich aufgestaut wurde und durch Karstquellen gespeist wird. Zum Naturschutzgebiet Itelteich gehören außerdem das angrenzende Waldgebiet, die Himmelreichhöhle und mehrere Karstquellen.

## Geologie

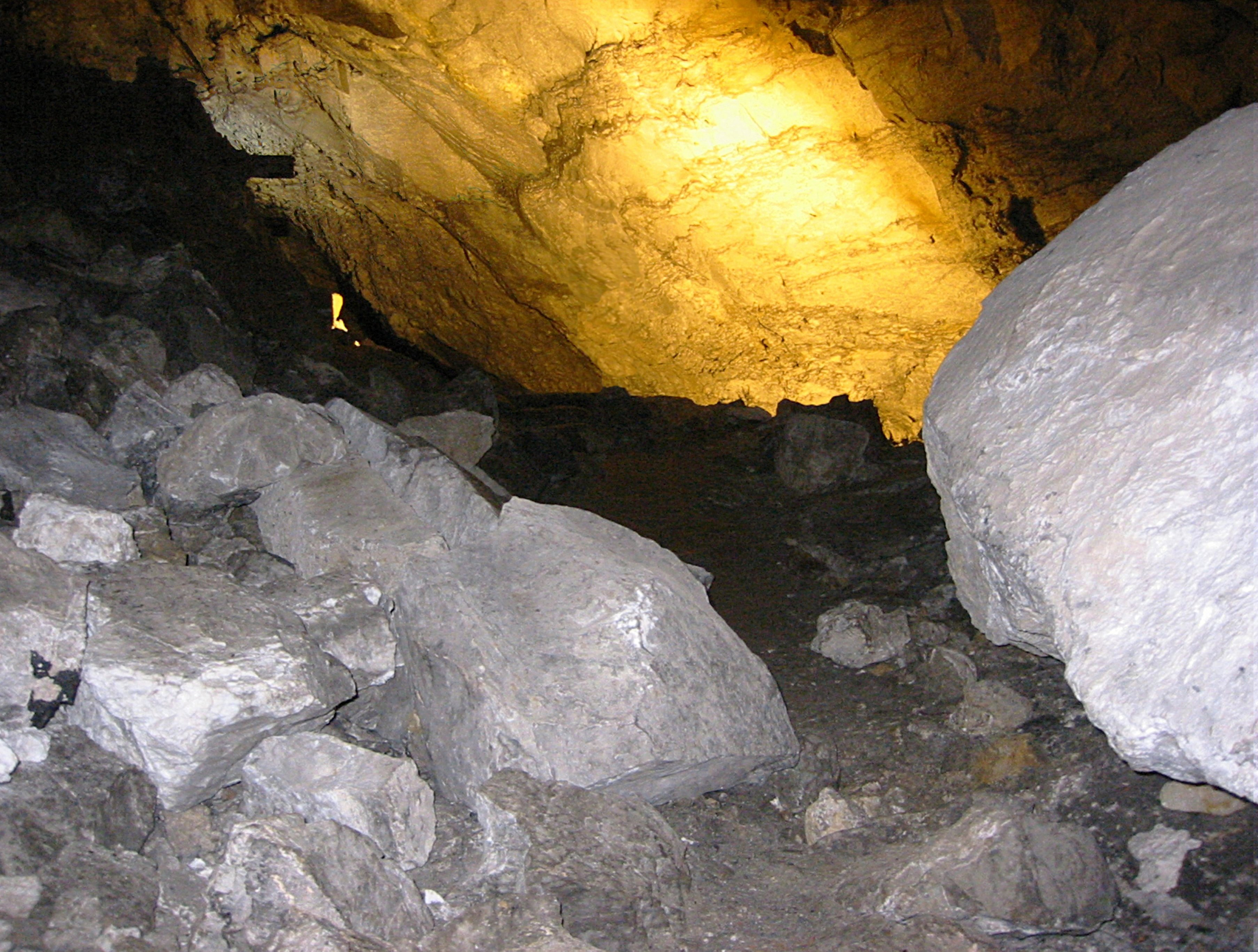
Himmelreichhöhle

Geologisch befindet sich Wiedigshof im Südharzer Zechsteingürtel. Nördlich und nordöstlich des Ortes liegen der Karstwanderweg und zwei aufgelassene Gipssteinbrüche, darunter der Kahle Kopf.
Formsteine der Walkenrieder Gipsfabrik im heutigen Ziegelformat aus Estrichgips sind unter anderem an einer Feldscheune in Wiedigshof verbaut. Sie könnten aus den Jahren nach 1870 stammen, als die Ölmühle zur Gipsmühle umgebaut wurde.

## Ortsname
Zwischen 1140 und 1557 taucht der Name Wiedigshof nicht auf. Die dortige Siedlungsstelle wird in dieser Zeit als Hildeuuinesborne, Hildewinesburne, Hildungshoff und Hildingeshoff erwähnt. Born (-borne, -burne) weist dabei auf die Lage an einer Quelle oder auf einen Brunnen hin. 1579 ist erstmals die Bezeichnung Vorwerk bei der Wiedigesmullen (siehe Abschnitt Pelzmühle) nachweisbar. 14 Jahre später wird die Ansiedlung selbst als Widingshoff bezeichnet. Zwischen 1617 und 1803 folgen Erwähnungen als Widigeshoff, Weides Hoff, Wiedigeshoff, Widingshof, Wildenhoff und Windingshoff. Dabei wird häufig angemerkt, dass es sich um den ehemals Hilligeshof genannten Bauernhof handelt.

## Geschichte

### Mittelalter
Nordöstlich von Wiedigshof wird die Wüstung Hunderode, nordwestlich die Wüstung Immenrode vermutet. Diese beiden historischen Siedlungsstätten wie auch die Wüstung Ratheresrode sollen belegen, dass in der nahen Umgebung der heutigen Ortslage Wiedigshof auch außerhalb des 1085 erstmals erwähnten Dorfes Walkenried bereits im Hochmittelalter Menschen lebten.

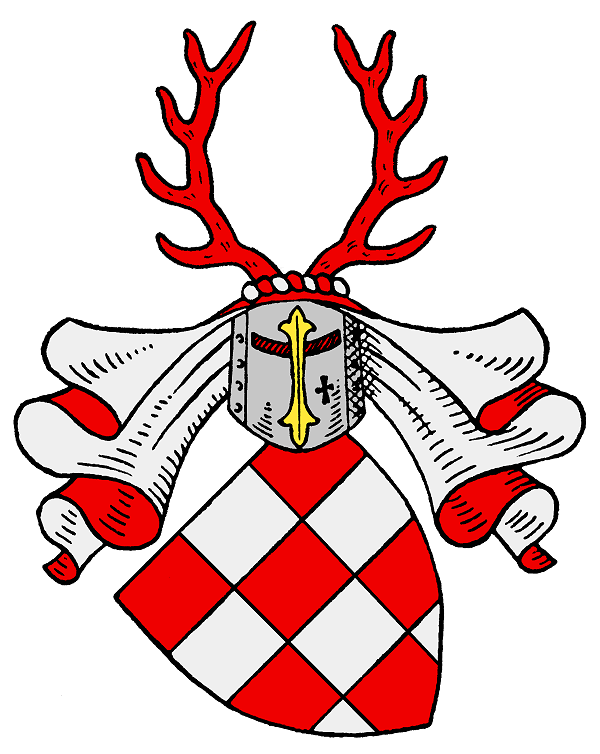
Wappen der Grafen von Hohnstein

Die Geschichte von Wiedigshof selbst geht mindestens bis auf das Jahr 1140 zurück. Zu dieser Zeit war die Hofstelle im Besitz des Klosters Walkenried. Sie wurde bis 1205 in eine Grangie umgewandelt und fiel später wüst. Erst 1528 genehmigten die Grafen von Hohnstein den Wiederaufbau des landwirtschaftlichen Betriebs vermutlich etwas weiter östlich von der jüngeren Domäne.
Wüstung Hunderode
Im Jahr 1129 wird Hunderode als villam, que dicitur Hunderoth erwähnt. Die Lage etwa 1,7 Kilometer nordöstlich von Wiedigshof gilt als unsicher.
Wüstung Immenrode
Die Wüstung Immenrode zwischen Wiedigshof und Walkenried auf der sogenannten Mauerwiese wird 1129 als Dorf und Teil des Stiftungsgutes des Klosters Walkenried erwähnt. 1885 wurden hier Fundamente einer Kirche nachgewiesen, deren Längsachse sich in Ost-West-Richtung erstreckte. Die halbkreisförmige Apsis erreichte einen Durchmesser von sechs Metern. Grundmauern des Querschiffes, Seitenkapellen, Pfeiler und Mauern der Seitenschiffe waren nicht zusammenhängend erhalten, während die Mauern des Westportals gut erkennbar waren und die Länge der Kirche bis zum Mittelpunkt der Apsis so auf etwas über 26 Meter bestimmt werden konnte.
Ob es sich um Reste von Immenrode handelt, kann nicht zweifelsfrei belegt werden. Der Ortsname wird als Immenroth, Imminrode, Emmeroth, Hymenrode, Himmenroth, Ymmenroth und Ymmenrod bis ins Jahr 1242 mehrfach erwähnt. 1557 und 1593 taucht er bereits in Wüstungskarten auf, sodass das Dorf ab spätestens dem 16. Jahrhundert als verlassen gelten muss. Die Endung -rode weist auf eine Rodungsstelle hin, auf welcher Immenrode demnach entstand.
Wüstung Ratheresrode
Diese Wüstung liegt vermutlich ebenfalls nahe Wiedigshof und wird 1132 erwähnt. Ihre Zugehörigkeit zum Besitz des Klosters Walkenried gilt als gesichert. Auch hier weist die Endung -rode auf die Entstehung an einer Rodungsstelle hin.

### 16. und 17. Jahrhundert
Der aus der Wieda abgeleitete Mühlgraben wird nordwestlich von Wiedigshof wieder in diese zurückgeführt (⊙). Mit ihm schufen die Zisterziensermönche die Voraussetzungen für einen intensiven Mühlenbetrieb.
Pelzmühle
Bei der Pelzmühle soll es sich um Reste des wüst gefallenen Ortes Immenrode handeln. Die Mühle lag nördlich von Wiedigshof an der Wieda. Sie wird zwischen 1533 und 1740 als WiedeßMuhlen, Wiedigesmulle, Wiedigesmullen, molam pelliceam, Pelz Mühle sowie Pelz- und Windiges-Mühlen erwähnt. Die Entwicklung des Ortsnamens zeigt, dass frühere Nennungen Bezug zum nahegelegenen Wiedigshof nehmen, bevor sich der Name hin zu Pelzmühle verändert hat. Die Bezeichnung Wiedigsmühle ist älter als die Bezeichnung Wiedigshof, weshalb anzunehmen ist, dass sich der Name der Mühle auf die Hofstelle und nicht andersherum übertragen hat. Der jüngere Name Pelzmühle weist auf die Verarbeitung von Leder bzw. Gerberei hin.

### 18. und 19. Jahrhundert

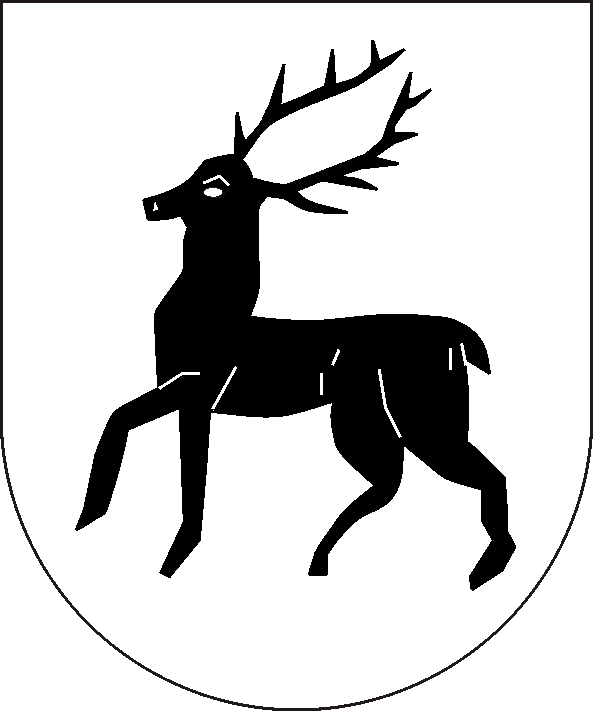
Wappen der Grafschaft Klettenberg

Im Jahr 1761 wird Wiedigshof gemeinsam mit Neuenhof (heute Neuhof) bei Bad Sachsa als Vorwerk des Amtes Walkenried im Obersächsischen Reichskreis des Heiligen Römischen Reichs erwähnt. Gleichzeitig gehörte es innerhalb der Mark Brandenburg – der Kernprovinz des 1701 entstandenen Staates Preußen – zur Grafschaft Klettenberg.
Eine weitere Nennung der Siedlung als herrschaftliches Vorwerk des Herzogtums Braunschweig erfolgte 1843. Wiedigshof gehörte zu dieser Zeit zum Justizamt Walkenried innerhalb des Kreisgerichtsbezirks Blankenburg und des Gerichtsbezirks des Oberlandesgerichts Wolfenbüttel. Es bestand aus zwei Häusern und hatte 34 Einwohner.

### Zweiter Weltkrieg und Deutsche Teilung

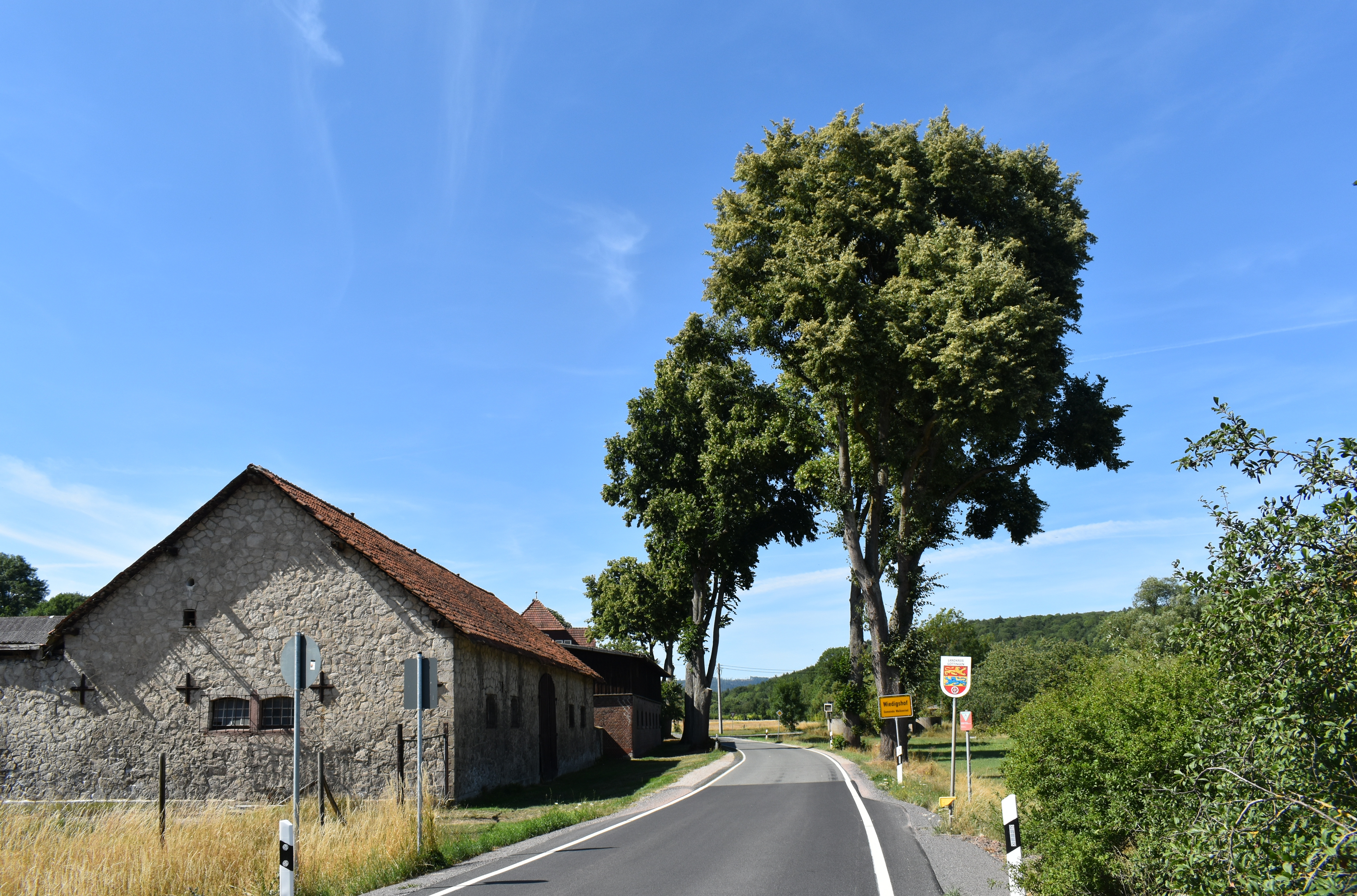
Ortseingang von Wiedigshof direkt an der ehemaligen innerdeutschen Grenze zwischen Niedersachsen und Thüringen

Von 1939 bis zum 1. Juli 1972 gehörte Wiedigshof als Teil der Gemeinde Walkenried zum Landkreis Blankenburg, seit dessen Teilung 1945 zum verbliebenen niedersächsischen Restkreis, der schließlich im Landkreis Goslar und im Landkreis Osterode am Harz aufging. In letzterem lag Wiedigshof bis zur Eingliederung des Landkreises Osterode am Harz in den Landkreis Göttingen am 31. Oktober 2016.
Gegen Ende des Zweiten Weltkriegs am 9. April 1945 wurden auf dem Heuboden des Walkenrieder Forstamts drei geflohene Kriegsgefangene durch den Sohn des Försters und den Hausmeister entdeckt. Dies wurde einem auf dem Hof stehenden Offizier gemeldet, woraufhin einige Soldaten dem Hinweis nachgehen wollten. Infolgedessen flüchteten die Gefangenen in Richtung Wiedigshof. Von der dortigen Landstraße aus wurden sie von einer vorbeimarschierenden Einheit erschossen und am Röseberg beigesetzt aber später auf den Walkenrieder Friedhof umgebettet. Über die Identität der erschossenen Häftlinge ist nichts bekannt; vermutlich waren es Russen. Für die Tat wurden keine Verantwortlichen ermittelt und verurteilt.
Am 1. Juli 1956 wurde Wiedigshof als Ortsteil der Gemeinde Walkenried in Form einer Bauernsiedlung gegründet, um Flüchtlingen unter anderem aus Schlesien wieder eine Existenz als Landwirte zu ermöglichen. Die Ansiedlung entwickelte sich nordöstlich um das gleichnamige Gut Wiedigshof, welches inzwischen als Staatsdomäne geführt wurde.
In der Zeit der deutschen Teilung war Wiedigshof von drei Seiten durch Gebiet der DDR umgeben; außer im Nordwesten war der Ort vollständig durch die innerdeutsche Grenze eingeschlossen. Im Frühjahr 1958 wurde ein Flüchtling aus der DDR an der innerdeutschen Grenze bei Wiedigshof von der Volkspolizei erschossen. Am 6. März 1959 kam in einem Wachturm der DDR-Grenzpolizei südlich von Wiedigshof ein Volkspolizist der Grenzkompanie Rothesütte aus Unachtsamkeit durch einen Karabinerschuss eines Streifenkameraden ums Leben. Dieser Vorfall wurde in Teilen von einer westdeutschen Streife des Zollgrenzkommissariats Walkenried von Wiedigshof aus beobachtet.
Zwischen 1945 und 1979 wurde Wiedigshof, genauso wie das benachbarte Bad Sachsa, ausschließlich über das DDR-Netz mit Strom versorgt, bevor im April 1979 das Ortsnetz mit dem restlichen Mittelspannungsnetz in Westdeutschland im Zuge einer Notstromversorgung verbunden wurde. Der Anschluss erfolgte bis dahin nur über eine 20-kV-Leitung zwischen den DDR-Umspannwerken Ellrich und Obersachswerfen.
Am 13. April 1990 wurde ein Grenzübergang an der innerdeutschen Grenze zwischen Wiedigshof und Obersachswerfen zunächst für Fußgänger und später auch für den PKW-Verkehr geöffnet.

### Gegenwart

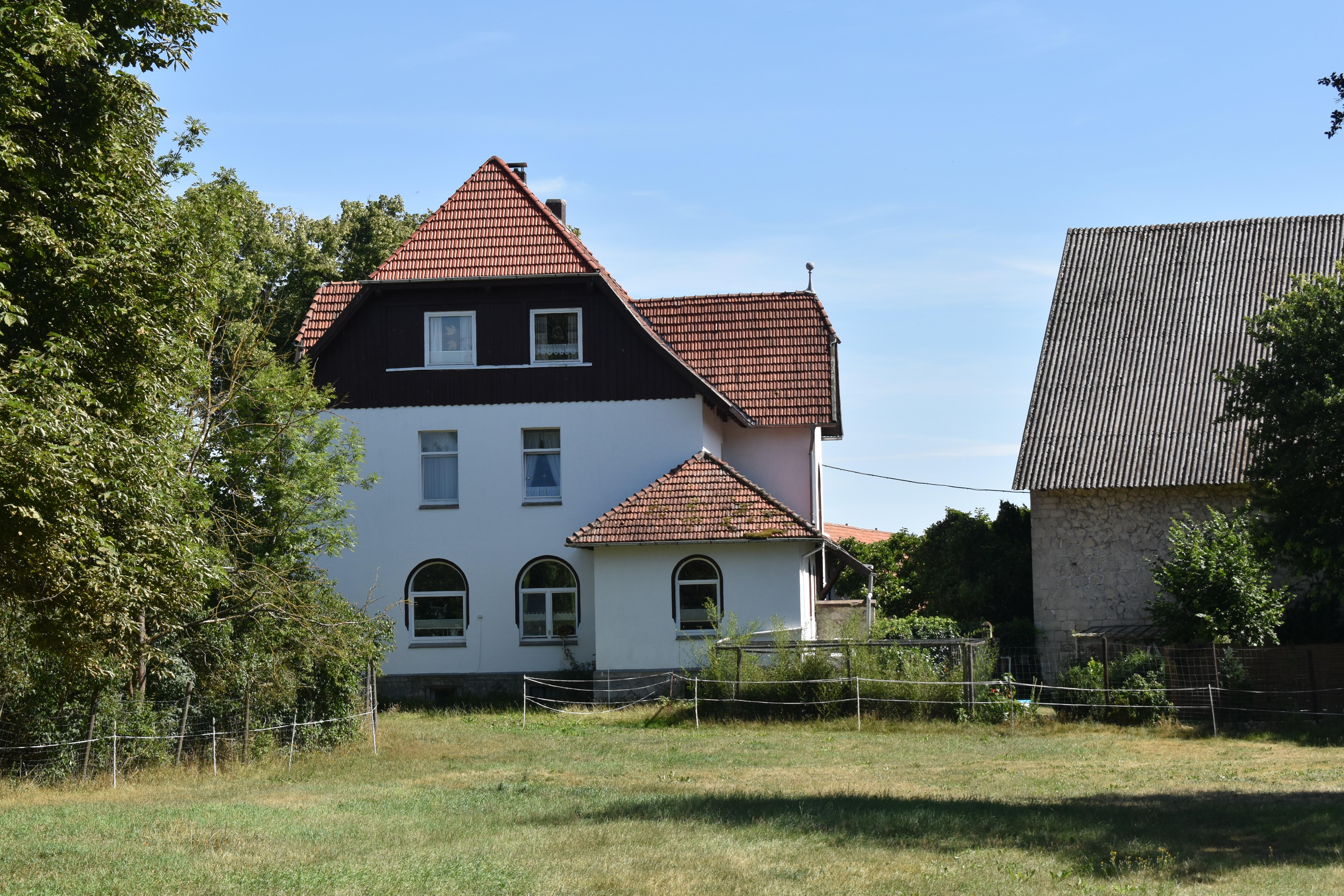
Wohnhaus des Gutes Wiedigshof (Wiedigshof 1)

Unter anderem aufgrund der geringen Größe des Ortsteils existieren in Wiedigshof bis heute keine Straßennamen. Die Vergabe der Hausnummern 1–10 erfolgte ausgehend von Gut Wiedigshof (⊙) im Südwesten entlang einer von der Kreisstraße 424 abzweigenden Nebenstraße in Richtung Nordosten. Die höheren Hausnummern bis einschließlich 16 wurden hingegen in Nord-Süd-Richtung an Grundstücke vergeben, die parallel zur Kreisstraße angeordnet sind und im Westen von Wiedigshof liegen.

## Politik
Wiedigshof verfügt weder über einen eigenen Ortsrat noch über einen Ortsvorsteher. Für die Ortslage ist der fünfköpfige Ortsrat von Walkenried zuständig, welcher von den Einwohnern der Gemeinde in ihren Grenzen vor dem 1. November 2016 ohne Wieda und Zorge aber mit Wiedigshof gewählt wird.
Außerdem sind die Bewohner für die Bestimmung der Mitglieder des Gemeinderates von Walkenried in seinen heutigen Grenzen wahlberechtigt.

## Religionen
Wiedigshof besitzt keine eigene Kirche oder Kapelle und gehört zur evangelisch-lutherischen Kirchengemeinde Walkenried in der Propstei Bad Harzburg. Der Kapitelsaal des ehemaligen Klosters Walkenried wird für evangelische Gottesdienste genutzt.
Die nächstgelegene katholische Kirche liegt ebenfalls in Walkenried. Die dortige Heilig-Kreuz-Kirche ist eine Filialkirche der Pfarrgemeinde St. Benno in Bad Lauterberg.

## Wirtschaft und Infrastruktur
Wiedigshof ist landwirtschaftlich geprägt. Die Streusiedlung besteht aus mehreren Höfen und einigen Einfamilienhäusern.

### Verkehrsanbindung

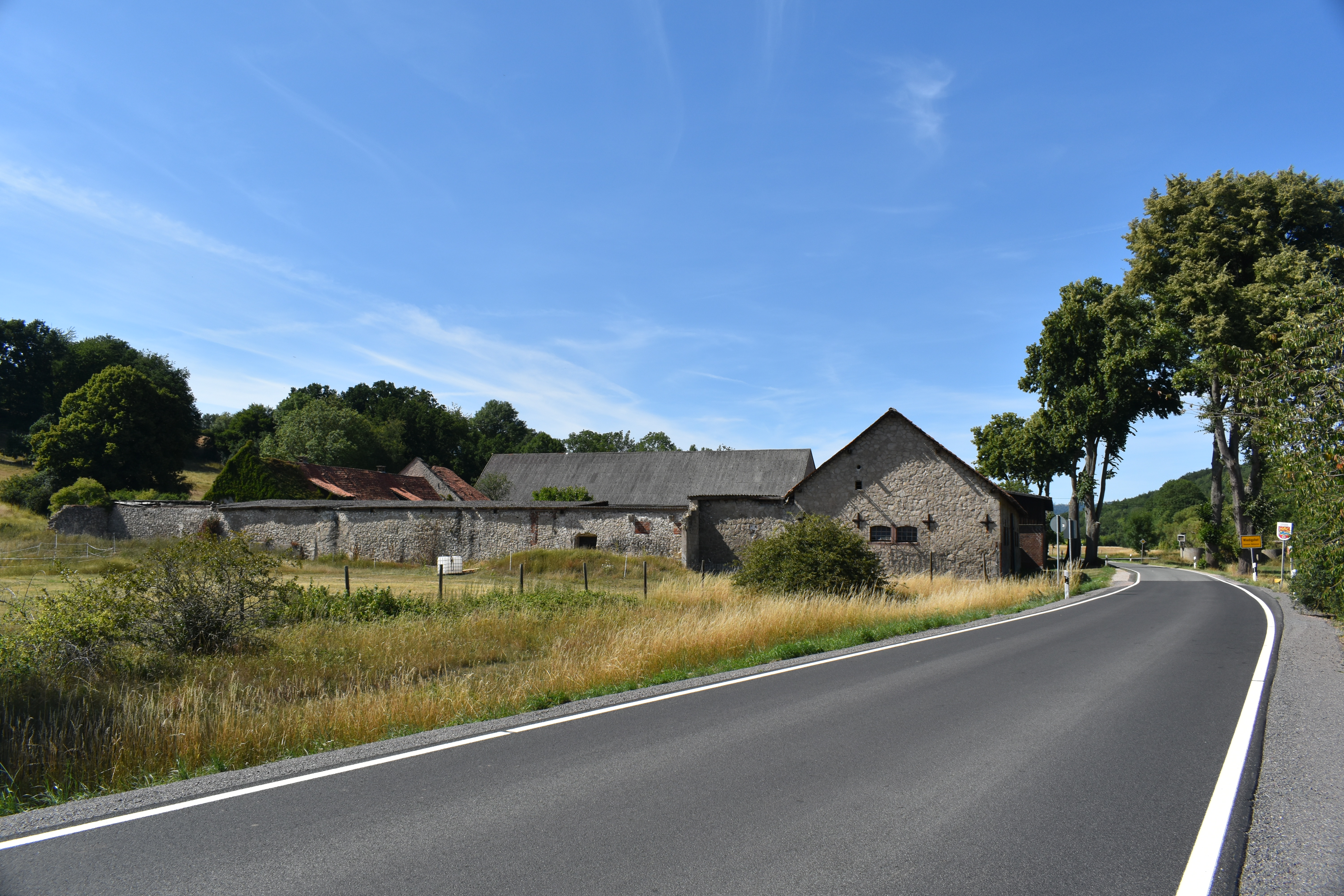
Gut Wiedigshof, Südansicht mit Kreisstraße 424

#### Straße
Die Ortslage liegt an der Kreisstraße 424, die Walkenried im Nordwesten mit der thüringischen Landesstraße 2067 zwischen Obersachswerfen und Gudersleben im Süden verbindet.
Die nächste Autobahn-Anschlussstelle befindet sich zehn Kilometer südwestlich von Wiedigshof bei Großwechsungen in der Gemeinde Werther im Landkreis Nordhausen an der Bundesautobahn 38. Nur etwa vier Kilometer südwestlich von Wiedigshof verläuft in Nordwest-Südost-Richtung die Bundesstraße 243 von Bad Lauterberg im Harz nach Nordhausen, die außerdem als Autobahnzubringer zur A 38 dient.

#### Bahnverkehr
Die nächstgelegenen Bahnhöfe der auch als Südharzstrecke bezeichneten und einige hundert Meter nördlich von Wiedigshof verlaufenden Bahnstrecke Northeim–Nordhausen befinden sich in Walkenried und Ellrich.

#### ÖPNV
Wiedigshof ist einer der wenigen Ortsteile im Landkreis Göttingen, die nicht an den öffentlichen Personennahverkehr durch Omnibusse angebunden sind. Als Ausgleich für Eltern schulpflichtiger Kinder werden Kostenvorteile bei der freigestellten Schülerbeförderung außerhalb des öffentlichen Linienverkehrs gewährt. Handlungsbedarf zur Schaffung eines zukünftigen ÖPNV-Anschlusses wird nur bei einer sich verändernden Sachlage abgeleitet. Wiedigshof gehört zum Tarif- und Verkehrsgebiet des Verkehrsverbunds Süd-Niedersachsen (VSN). Die nächstgelegenen Omnibushaltestellen auf niedersächsischem Gebiet mit Anbindung an die Linie 470 Bad Sachsa–Walkenried–Zorge–Hohegeiß–Braunlage und die Linie 472 Bad Sachsa–Walkenried–Wieda befinden sich in Walkenried.

## Sehenswürdigkeiten

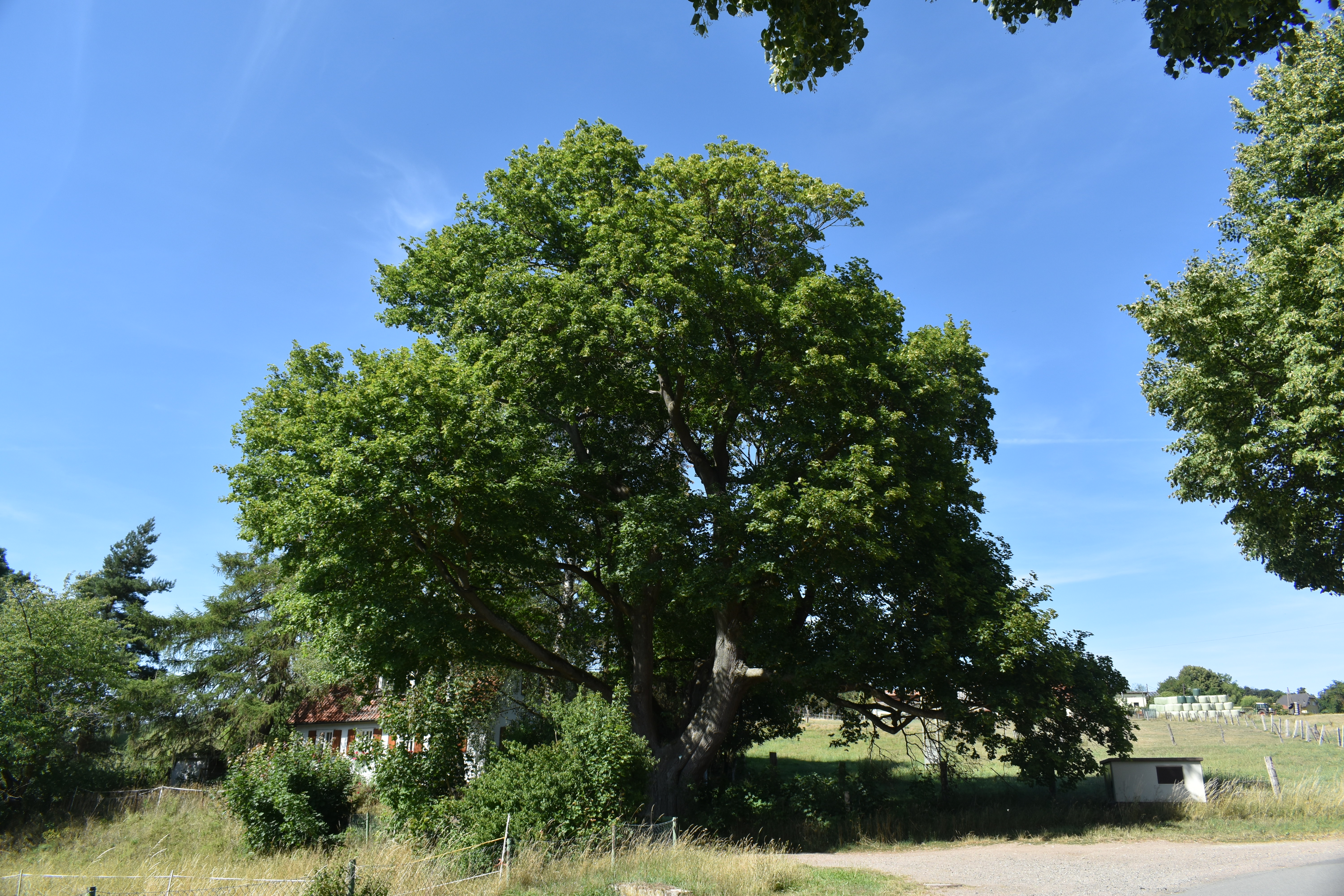
Der rund 250-jährige Wiedigshofer Spitzahorn

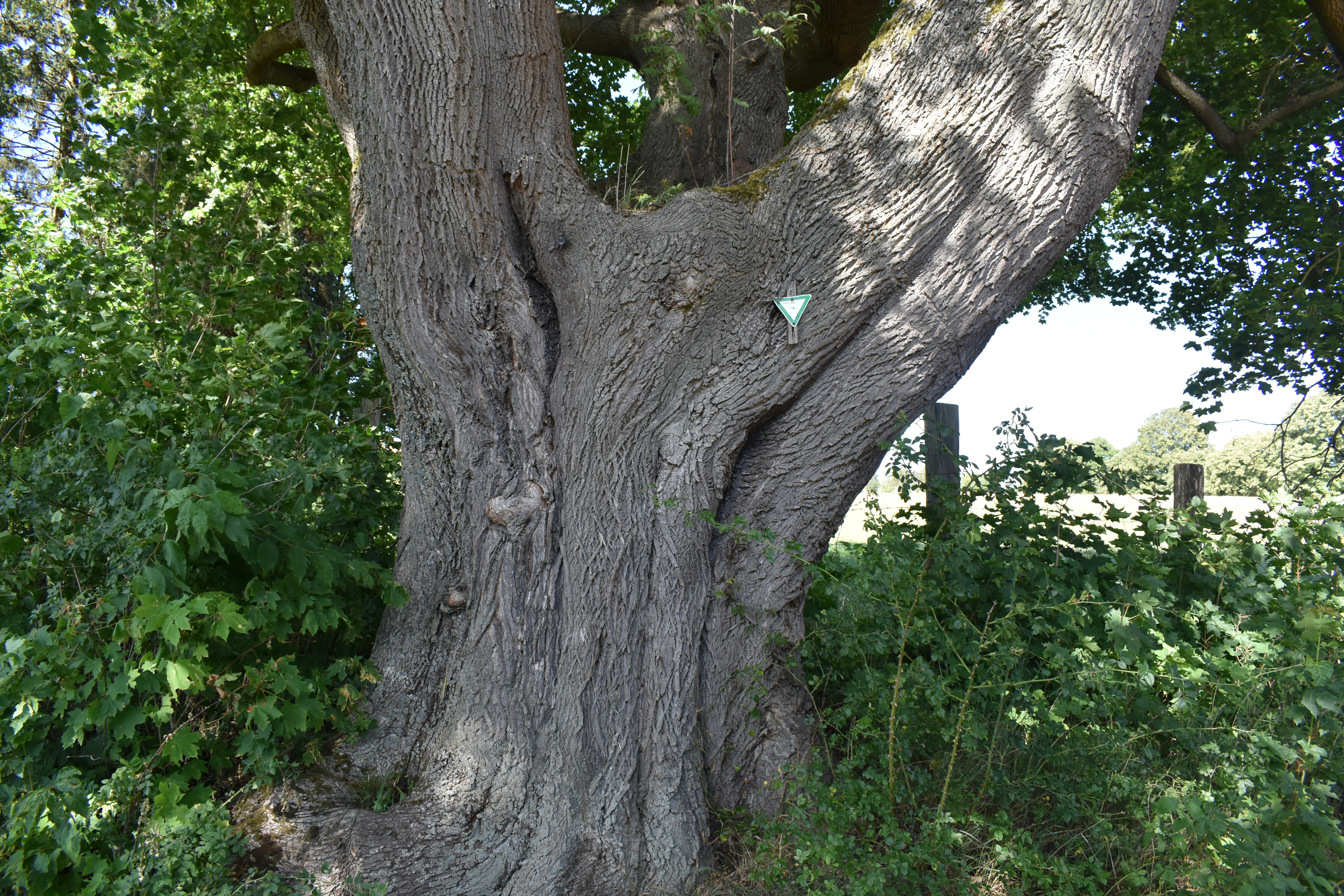
4,80 m durchmessender Stamm des Spitzahorns

- Der etwa 30 Kilometer lange Themen-Radrundweg T3 – Streifzug durch die Geschichte – im Karst über Bad Sachsa, Walkenried, Neuhof, Tettenborn und Nüxei führt auch durch Wiedigshof.[21][22]

- Gut Wiedigshof (⊙) ist im Verzeichnis der Baudenkmale in Walkenried des Niedersächsischen Landesamtes für Denkmalpflege unter der Erfassungsnummer 34166441 eingetragen. Es handelt sich um das Wirtschaftsgebäude einer ehemaligen Grangie des Zisterzienserklosters Walkenried.

- Der Wiedigshöfer Spitzahorn (Acer platanoides; ⊙) ist im Verzeichnis der Naturdenkmale im Landkreis Göttingen unter der Nummer ND OHA00089 eingetragen. Er hat einen Umfang von 4,80 m und ist etwa 250 Jahre alt.[23]

- Vom Südhang des Kirschberges (⊙) bei Wiedigshof bietet sich ein Blick  über die ehemalige innerdeutsche Grenze hinweg auf die St.-Petri-Kirche in Liebenrode.[24]

## Persönlichkeiten
- Johann August Friedrich Kleemann (1754–1824): Preußischer Bergrat und Oberbergamtsrichter zu Rothenburg (Saale)
- Johann Carl Friedrich Kleemann (1761–1832): Anhalt-bernburgischer Geheimer Kammerrat